# Armie Hammer
Armand Douglas Hammer (Santa Mónica, California, 28 de agosto de 1986) es un actor estadounidense. Ha actuado en películas como el drama biográfico The Social Network, el personaje principal del western El llanero solitario (2013), Illya Kuryakin en la película de acción The Man from U.N.C.L.E. (2015), Mike en la película de suspenso Mine (2016) y como la voz de Jackson Storm en la película animada Cars 3 (2017).
Por su interpretación de Clyde Tolson, en el drama biográfico J. Edgar (2011), fue nominado para un Screen Actors Guild Award. Por su actuación como Oliver en el drama romántico Call Me by Your Name (2017), recibió nominaciones para un Critics' Choice Award, un Independent Spirit Award y un Golden Globe Award como mejor actor de reparto.
En 2021 Courtney Vucekovich presentó una denuncia de abuso sexual y fetichismo caníbal contra Hammer, incluidas violaciones, abuso físico y emocional y violencia sexual disfrazada de BDSM. Dijo que él le había preguntado si estaba dispuesta a dejar que se comiera una de sus costillas. En marzo de 2021, el Departamento de Policía de Los Ángeles declaró que fue objeto de una investigación por agresión sexual.  Hammer negó las acusaciones y las calificó de "ataque en línea". Posteriormente fue abandonado por su agencia de talentos y publicista y canceló varios proyectos futuros que había firmado.

## Primeros años
Hammer nació en Santa Mónica (California). Su madre, Dru Ann (de soltera Mobley), es una exoficial de préstamos bancarios, y su padre, Michael Armand Hammer, posee varios negocios, incluyendo Knoedler Publishing y Armand Hammer Productions (una compañía productora de cine/televisión). Tiene un hermano menor, Viktor.
Hammer ha descrito sus antepasados como «mitad judíos». Su bisabuelo paterno fue el magnate petrolero y filántropo Armand Hammer, cuyos padres eran emigrantes judíos a Estados Unidos desde el Imperio ruso. El padre de Armand, Julius Hammer, era de Odesa y fue uno de los primeros activistas del Partido Comunista de Estados Unidos en Nueva York. La bisabuela paterna de Armie era la actriz y cantante de origen ruso, la baronesa Olga Vadimovna von Root, de Sebastopol, hija de un general zarista. Su abuela paterna era de Texas, mientras que la familia de su madre es de Tulsa, Oklahoma.
Hammer residió en Highland Park, Texas, una ciudad próspera en el área de Dallas, durante varios años. Cuando tenía siete años, su familia se mudó a las Islas Caimán, donde vivieron durante cinco años, y luego se establecieron en Los Ángeles. Mientras residía en las Islas Caimán, asistió a la Academia Faulkner en Governor's Harbor y a la Grace Christian Academy (una escuela fundada por su padre) en West Bay, Gran Caimán. Cuando era adolescente, asistió a la Escuela Secundaria Bautista de Los Ángeles en el Valle de San Fernando. Abandonó la escuela secundaria en el undécimo grado para seguir una carrera como actor. Sin embargo, posteriormente tomó cursos universitarios en UCLA. Hammer dijo que sus padres lo repudiaron cuando decidió dejar la escuela y comenzar a actuar, pero luego lo apoyaron y se sintieron orgullosos de su trabajo.

## Carrera

### 2005-2015: primeros trabajos y avances
La carrera como actor profesional de Hammer comenzó con pequeñas apariciones como invitado en series de televisión como Arrested Development, Veronica Mars, Gossip Girl, Reaper y Desperate Housewives. Sus primeras incursiones en el cine comenzaron con un papel menor en la película Flicka de 2006, además de coprotagonizar un thriller psicológico de 2008, Blackout. Su primer papel protagónico en el cine llegó con su interpretación del evangelista cristiano Billy Graham en Billy: The Early Years, que se estrenó en octubre de 2008. La película le valió a Hammer una nominación al «Premio Fe y Valores» en la categoría Premio Grace, que Mediaguide otorga a la interpretación más inspiradora en cine o televisión, una organización que ofrece reseñas de películas desde una perspectiva cristiana.
Después de una larga búsqueda, Hammer fue elegido en 2007 por el cineasta George Miller para protagonizar la planeada película de superhéroes Justice League: Mortal, como Batman/Bruce Wayne. La película, que iba a ser dirigida por Miller, finalmente fue cancelada. La cancelación de la película se debió en gran parte a la inminente huelga del sindicato de guionistas de 2007-08, así como al estancamiento de las negociaciones sobre reembolsos presupuestarios con el gobierno australiano.  En 2009, interpretó a Harrison Bergeron en 2081, basada en el cuento homónimo del autor Kurt Vonnegut, que se estrenó en el Festival Internacional de Cine de Seattle.

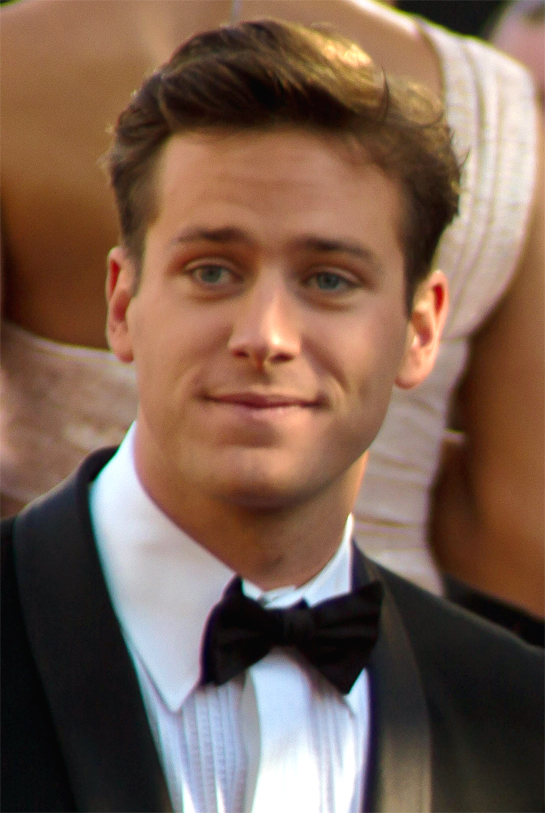
Hammer en la 83.ª edición de los Premios Óscar en 2011.

En 2010, el papel decisivo de Hammer fue en The Social Network, de David Fincher, sobre la creación de Facebook . Interpretó a los gemelos idénticos Cameron y Tyler Winklevoss, con el actor Josh Pence como doble durante el rodaje. Los realizadores utilizaron imágenes generadas por computadora durante la posproducción para superponer el rostro de Hammer sobre el de Pence, así como el uso de fotografías en pantalla dividida en ciertas escenas. En preparación para la película, Hammer declaró que tuvo que aprender a remar a ambos lados de un bote para poder interpretar a los gemelos, que son campeones de remo. Hammer y Pence también pasaron por 10 meses de un extenso campo de entrenamiento para gemelos en preparación para sus roles, con el fin de «practicar los movimientos sutiles y los patrones de habla que los Winklevoss habrían desarrollado durante dos décadas de igualdad genética». Esta película le valió a Hammer sus primeros aplausos de la crítica, y Richard Corliss de la revista Time comentó que la interpretación de Hammer de los gemelos era «un trampantojo de efectos especiales sorprendentemente sutil». Por su papel en la película, Hammer ganó los premios de la Asociación de Críticos de Cine de Toronto al Mejor Actor de Reparto.
Su siguiente papel fue el del primer director asociado del FBI, Clyde Tolson, en la película J. Edgar de Clint Eastwood de 2011. El drama biográfico, escrito por Dustin Lance Black, se centró en la larga carrera de J. Edgar Hoover, cuyo papel principal fue interpretado por Leonardo DiCaprio. La actuación fue ampliamente elogiada, con David Denby de The New Yorker calificando la actuación de Hammer de «encantadora» y Todd McCarthy de The Hollywood Reporter como «excelente». McCarthy continúa en su reseña y elogia particularmente la química entre DiCaprio y Hammer, específicamente en su descripción de la relación romántica a menudo especulada entre sus personajes, señalando que «... la forma en que se manejan los matices e impulsos homoeróticos es una  de las mejores cosas de la película; la dinámica emocional, teniendo en cuenta todos los factores sociales y políticos en juego, parece completamente creíble, y DiCaprio y Hammer sobresalen durante los intercambios de insinuaciones, deseos encubiertos, recriminaciones y entendimiento mutuo». A pesar de esto, la película recibió críticas mixtas en general, en parte debido a la dirección y la escritura, así como críticas directas al maquillaje utilizado para envejecer a los personajes de DiCaprio y Hammer. Ambos actores recibieron nominaciones a los premios del Sindicato de Actores.
Al año siguiente, Hammer coprotagonizó con Julia Roberts y Lily Collins Mirror Mirror (2012), interpretando al príncipe Andrew Alcott. En enero de 2012, prestó su voz a los gemelos Winklevoss en un episodio de Los Simpson titulado «The D'oh-cial Network». En 2013, Hammer fue elegido para el papel principal de El Llanero Solitario de Disney, junto a Johnny Depp como Toro, en una adaptación de la serie de radio y cine El Llanero Solitario. La película, estrenada en cines en julio de 2013, fue considerada un fracaso de taquilla, recaudando sólo 260,5 millones de dólares en todo el mundo con un presupuesto reportado de 215 millones de dólares. En 2015, protagonizó The Man from U.N.C.L.E., del director Guy Ritchie, una adaptación cinematográfica del programa de televisión de la década de 1960 El agente de CIPOL (título original The Man from U.N.C.L.E.), interpretando a Illya Kuryakin, junto a Henry Cavill.

### 2016-2021: enfoque en el cine independiente

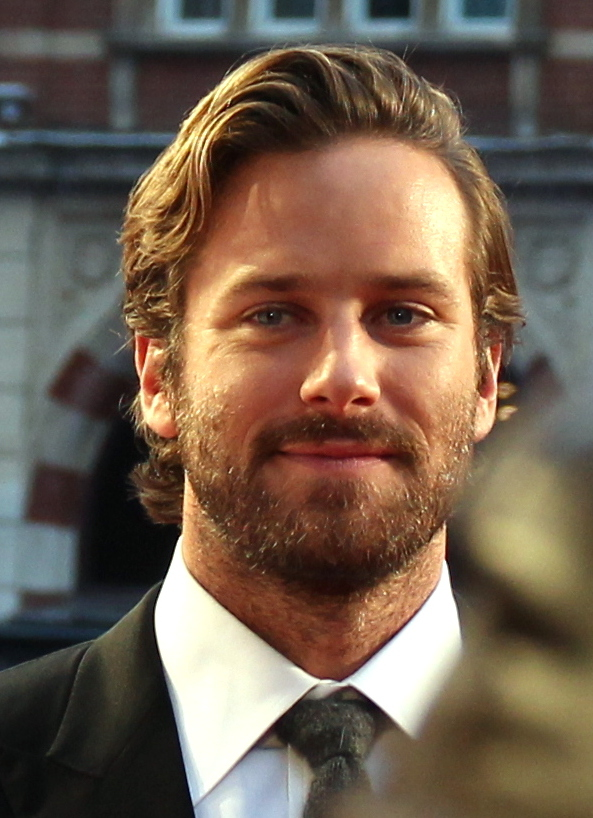
Hammer asiste a una proyección de Animales nocturnos en el BFI London Film Festival 2016

Al año siguiente, Hammer interpretó a Sam Turner en la película de 2016 The Birth of a Nation, dirigida por Nate Parker. La película, que se estrenó en competición en el Festival de Cine de Sundance, ganó el Premio del Público y el Gran Premio del Jurado en la Competencia Dramática de Estados Unidos. En enero de 2016, se reveló que desde 2013, Hammer estaba en contacto con la familia del infame narcotraficante Édgar Valdez Villarreal, alias «La Barbie», y consiguió los derechos para filmar la historia de vida del líder del cartel. Luego tuvo un papel en el conjunto del thriller psicológico Animales nocturnos de Tom Ford,  interpretó a Ord en la película de acción Free Fire, escrita y dirigida por Ben Wheatley, e interpretó al marine estadounidense Mike Stevens, en Mine.
En 2017, Hammer interpretó a Oliver en Call Me by Your Name, junto a Timothée Chalamet y Michael Stuhlbarg. La película, una adaptación de una novela homónima de André Aciman, fue dirigida por Luca Guadagnino. La producción comenzó en mayo de 2016 y la película se estrenó en el Festival de Cine de Sundance de 2017. Por su actuación, Hammer recibió elogios y nominaciones al Premio de la Crítica Cinematográfica, al Independent Spirit Award y al Globo de Oro al mejor actor de reparto. El crítico de cine Richard Lawson de Vanity Fair afirmó que Hammer utilizó «sus ridículas proporciones y su belleza cincelada con un efecto grandioso, sorprendentemente ingenioso y sensible». Peter Travers se hizo eco de la aclamación de Hammer; escribió para la revista Rolling Stone: «una revelación, que le da a su papel más complejo en la pantalla hasta la fecha la emoción de la cuerda floja de la inmersión total». A menudo se destacó la «química increíble» entre Hammer y Chalamet, en la que Christy Lemire de RogerEbert.com encontró que la pareja era exitosa, en parte debido a la habilidad de Hammer para encontrar el «difícil equilibrio entre la arrogancia del personaje y su vulnerabilidad mientras se entrega a este apasionante asunto». Hammer también narró el audiolibro, que fue publicado por Macmillan Publishers.
Ese mismo año, prestó su voz a Jackson Storm, el principal antagonista, en la película animada de Disney-Pixar Cars 3, y protagonizó junto a Geoffrey Rush en El arte de la amistad de Stanley Tucci. La película se estrenó en el Festival Internacional de Cine de Berlín de 2017 y Sony Pictures Classics la estrenó en cines al año siguiente con críticas favorables. Owen Gleiberman, de la revista Variety, elogió la capacidad de Hammer para «sugerir turbulentos remolinos de pensamiento debajo del aspecto rubio de Clark Kent y los modales de pijo». El crítico de The Village Voice encontró las actuaciones «uniformemente fuertes» y citó la interpretación de Hammer del autor estadounidense James Lord como el «punto culminante cómico».

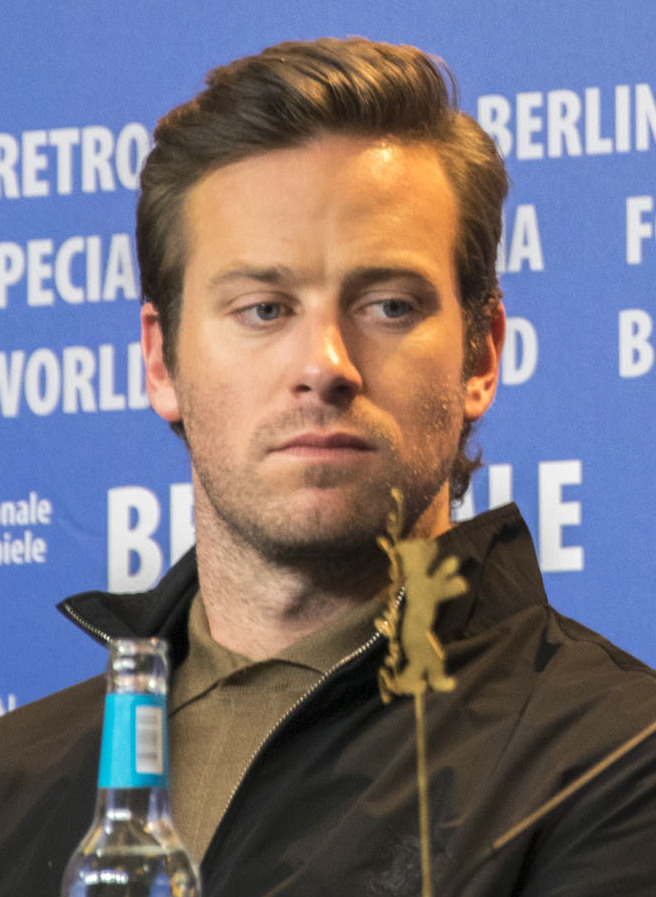
Hammer en el Festival Internacional de Cine de Berlín en 2017.

En 2018, Hammer coprotagonizó la comedia negra de Boots Riley Sorry to Bother You junto a Lakeith Stanfield, Steven Yeun y Tessa Thompson. El crítico de Film Journal International, Tomris Laffly, describió al personaje de Hammer, Steve Lift, como «irresistiblemente divertido» y un «villano abominable y esnifador de coca». La película se estrenó en el Festival de Cine de Sundance el 20 de enero. La película ganó el premio a las diez mejores películas independientes del National Board of Review de 2019, y también ganó el premio al mejor guion y la mejor ópera prima en los Independent Spirit Awards 2019. Luego apareció como David en el thriller Hotel Mumbai, sobre los atentados de Bombay de 2008. La película se estrenó en el Festival Internacional de Cine de Toronto el 7 de septiembre de 2018. Ese mismo año, Hammer protagonizó junto a Felicity Jones, interpretando al experto en derecho tributario Martin D. Ginsburg, cónyuge de la jueza de la Corte Suprema Ruth Bader Ginsburg, en On the Basis of Sex, una película biográfica de drama legal basada en la vida y los primeros casos de Ginsburg, dirigida por Mimi Leder. Se estrenó en el AFI Fest el 8 de noviembre de 2018. En junio de 2018, Hammer interpretó a Drew en Straight White Men en el Second Stage Theatre de Broadway. Por sus notables trabajos cinematográficos de 2017 a 2018, Hammer recibió el premio «Logro destacado en cine» del Festival de Cine SCAD Savannah.
En 2019, Hammer protagonizó la película de terror psicológico Wounds de Babak Anvari junto con Dakota Johnson. Se estrenó en el Festival de Cine de Sundance el 26 de enero. En 2020, interpretó a Maxim de Winter en Rebeca, una adaptación de la novela homónima de romance gótico de Daphne du Maurier, dirigida por Ben Wheatley y coprotagonizada por Lily James; y en 2021, apareció con Gary Oldman y Evangeline Lilly en el thriller sobre la crisis de los opioides Crisis.
Hammer formó parte del elenco de Muerte en el Nilo, la adaptación de 2022 del director Kenneth Branagh de la  novela homónima de Agatha Christie.
En 2021, Hammer abandonó y fue retirado de varias producciones de actuación en desarrollo a raíz de acusaciones de abuso sexual y emocional, incluida una investigación de agresión sexual. Hammer abandonó la película Shotgun Wedding y su papel principal en la miniserie dramática de Paramount+ The Offer, se alejó de la serie de Starz Gaslit y de la obra de Broadway The Minutas, y fue eliminado de Billion Dollar Spy. La agencia de talentos William Morris Endeavor dejó a Hammer como cliente, y se informó que su publicista ya no lo representaría. En diciembre de 2021, se reveló que su papel en la película de Taika Waititi Next Goal Wins se había vuelto a filmar, con Will Arnett asumiendo el papel de Hammer.

## Vida personal

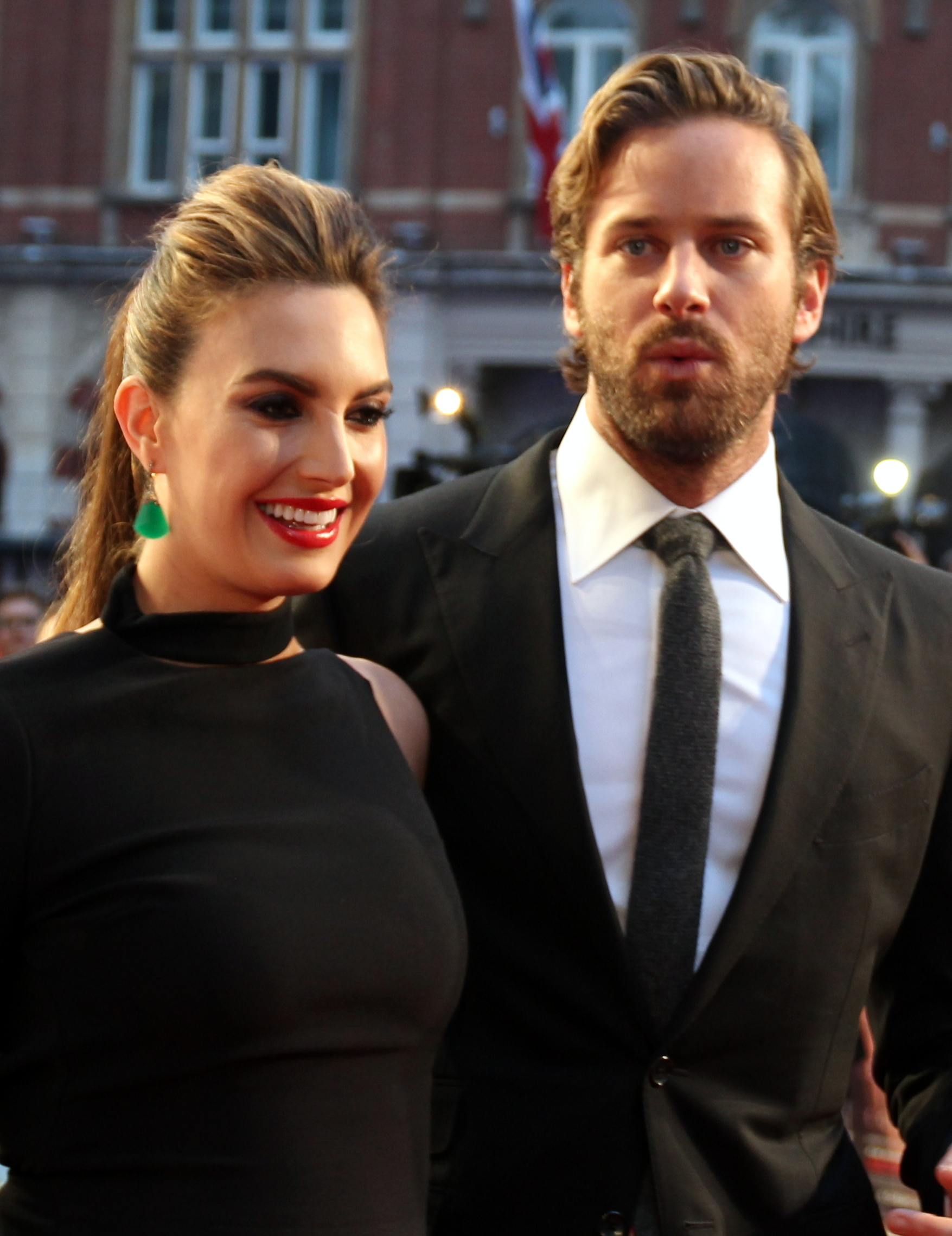
Hammer y su entonces esposa Elizabeth Chambers en el Festival de Cine de Londres 2016.

En mayo de 2010, Hammer se casó con la personalidad de televisión Elizabeth Chambers. El amigo de Hammer, el artista Tyler Ramsey, presentó a la pareja. Ellos tienen dos niños.
El 10 de julio de 2020, Hammer y Chambers anunciaron su separación a través de Instagram. En 2022, Hammer vivía en las Islas Caimán para estar cerca de Chambers y sus hijos; Se decía que tenía un trabajo vendiendo tiempos compartidos, después de un período anterior trabajando como gerente de un complejo de apartamentos. En junio de 2023, se anunció que Hammer y Chambers habían llegado a un acuerdo de divorcio.

### Acusaciones de abuso
En enero de 2021, una cuenta anónima de Instagram publicó capturas de pantalla que, según afirmaba, eran mensajes de texto que Hammer había enviado a varias mujeres. Los mensajes contenían referencias a diversas fantasías sexuales. Hammer negó que los mensajes fueran reales y los calificó de «ataque en línea». El equipo legal de Hammer afirma que todos los actos sexuales fueron consensuados y acordados por todos los involucrados,  y ha citado a Meta por registros de mensajes que creen que exonerarían a Hammer, pero no han recibido respuesta de la compañía de tecnología.
Una mujer que afirmó haber estado en una relación con Hammer le dijo a Page Six del New York Post que él la había sometido a abuso emocional y había expresado su deseo de cocinar y comerse una de sus costillas. Dijo que asistió a un programa de hospitalización por trastorno por estrés postraumático (TEPT) como resultado de la relación. Otra mujer que afirmó haber tenido una relación con Hammer le dijo a Page Six que él la había «marcado, la había dejado cubierta de moretones a propósito y también habló de 'consumirla'». Un abogado de Hammer declaró: «Estas afirmaciones sobre el Sr. Hammer son evidentemente falsas. Cualquier interacción con esta persona, o cualquier pareja suya, fue completamente consensual en el sentido de que se discutieron, acordaron y participaron mutuamente».
Después de que se hicieron las acusaciones, Hammer fue retirado de varias producciones cinematográficas y abandonado otras.
También en enero, la policía de Gran Caimán habló con Hammer sobre videos filtrados de su cuenta privada de Instagram en los que afirmaba estar teniendo relaciones sexuales con «Miss Caimán» en las Islas Caimán. Posteriormente, el actor se disculpó en un mensaje de audio al Cayman Compass, aclarando que la mujer a la que se refería en los videos no estaba asociada con el certamen de belleza Miss Islas Caimán.
En marzo de 2021, la mujer que inicialmente presentó acusaciones de abuso en Instagram se identificó y acusó a Hammer de violación en abril de 2017. El Departamento de Policía de Los Ángeles (LAPD) había iniciado previamente una investigación criminal contra Hammer, que no condujo a ninguna acusación. El equipo legal de Hammer ha negado las acusaciones, y ha declarado que la mujer había estado persiguiendo románticamente a Hammer, exponiendo la relación extramatrimonial que tuvieron a su esposa en un intento de romper su matrimonio. La abogada Gloria Allred dejó de representar a la mujer que había acusado a Hammer de agresión sexual. Una fuente le dijo a Us Weekly: «Gloria Allred abandonó a la mujer cuando no quiso firmar una declaración bajo pena de perjurio de sus acusaciones». El LAPD concluyó su investigación en diciembre de 2021 y envió sus conclusiones al fiscal de distrito del condado de Los Ángeles.
En abril de 2022, Variety publicó un artículo en el que el abogado de Hammer, Andrew Brettler, emitió una declaración sobre las acusaciones de abuso:

Nunca hubo un caso. Mucha gente piensa que sí. Nunca hubo un proceso judicial, nunca un proceso penal. Los medios están obsesionados con ese asunto. Nunca se convirtió en un litigio ni en una acusación penal contra nadie. Esa fue una idea errónea. [...] Captó la atención del público, pero fue completamente desproporcionado, hasta el punto de que nunca hubo nada en el tribunal. No me quedaba otro asunto que ocuparme más que ayudarle a gestionar su imagen en la prensa.

La miniserie documental de 2022 House of Hammer gira en torno a las acusaciones.
En febrero de 2023, Air Mail publicó un artículo titulado Armie Hammer Breaks His Silence («Armie Hammer rompe su silencio») en el que el periodista James Kirchick examinó y cuestionó muchas de las acusaciones de abuso. En la entrevista exclusiva, si bien admitió haber sido emocionalmente abusivo en sus relaciones con las acusadoras, Hammer negó los elementos criminales de las acusaciones en su contra, afirmando que había participado en actos BDSM consensuales. También reveló que él mismo había sido agredido sexualmente a los 13 años por un pastor de jóvenes.
En mayo de 2023, la investigación de la fiscalía de distrito de Los Ángeles y la policía de Los Ángeles sobre Hammer resultó en la decisión de no presentar cargos en su contra; las autoridades citaron pruebas insuficientes.

## Filmografía
| Cine        | Cine                    | Cine                             | Cine                                |
| Año         | Título                  | Papel                            | Notas                               |
| ----------- | ----------------------- | -------------------------------- | ----------------------------------- |
| 2006        | Flicka                  | Prefecto                         |                                     |
| 2008        | Blackout                | Tommy                            |                                     |
| 2008        | Billy: The Early Years  | William Graham                   |                                     |
| 2009        | Spring Breakdown        | Beachcomber boy                  |                                     |
| 2009        | 2081                    | Harrison Bergeron                | Cortometraje                        |
| 2010        | The Social Network      | Cameron y Tyler Winklevoss       |                                     |
| 2011        | J. Edgar                | Clyde Tolson                     |                                     |
| 2012        | Mirror Mirror           | Príncipe Andrew Alcott           |                                     |
| 2012        | The Polar Bears         | Zook (voz)                       | Cortometraje                        |
| 2013        | The Lone Ranger         | John Reid / El llanero solitario |                                     |
| 2015        | Entourage               | Él mismo                         | Cameo                               |
| 2015        | The Man from U.N.C.L.E. | Illya Kuryakin                   |                                     |
| 2016        | The Birth of a Nation   | Samuel Turner                    |                                     |
| 2016        | Animales nocturnos      | Hutton Morrow                    |                                     |
| 2016        | Free Fire               | Ord                              |                                     |
| 2016        | Mine                    | Mike Stevens                     |                                     |
| 2017        | Call Me by Your Name    | Oliver                           |                                     |
| 2017        | Final Portrait          | James Lord                       |                                     |
| 2017        | Cars 3                  | Jackson Storm (voz)              | [ 105 ]                             |
| 2018        | Sorry to Bother You     | Steve Lift                       |                                     |
| 2018        | Hotel Mumbai            | David                            |                                     |
| 2018        | On the Basis of Sex     | Martin D. Ginsburg               |                                     |
| 2019        | Wounds                  | Will                             | [ 106 ] [ 107 ]                     |
| 2020        | Rebeca                  | Maximilian "Maxim" de Winter     | Netflix                             |
| 2021        | Crisis                  | Jake Kelly                       | [ 109 ] [ 110 ] [ 111 ]             |
| 2022        | Muerte en el Nilo       | Simon Doyle                      | [ 112 ] [ 113 ] [ 114 ]             |
| Televisión  |                         |                                  |                                     |
| Año         | Título                  | Papel                            | Notas                               |
| 2005        | Arrested Development    | Estudiante #2                    | Episodio: "The Immaculate Election" |
| 2006        | Veronica Mars           | Kurt                             | Episodio: "Wichita Linebacker"      |
| 2007        | Desperate Housewives    | Barrett                          | Episodio: "Distant Past"            |
| 2009        | Reaper                  | Morgan                           | 5 episodios                         |
| 2009        | Gossip Girl             | Gabriel Edwards                  | 4 episodios                         |
| 2012        | The Simpsons            | Cameron y Tyler Winklevoss (voz) | Episodio: "The D'oh-cial Network"   |
| 2012        | American Dad!           | Agente de alquiler de coches     | Episodio: "The Wrestler"            |
| Videojuegos |                         |                                  |                                     |
| Año         | Título                  | Papel                            | Notas                               |
| 2013–2015   | Disney Infinity Series  | John Reid/The Lone Ranger        | [ 115 ]                             |
| 2017        | Cars 3: Driven to Win   | Jackson Storm                    |                                     |

## Premios y nominaciones
| Año  | Premiación                                           | Categoría                                                    | Trabajo              | Resultado | Refs    |
| ---- | ---------------------------------------------------- | ------------------------------------------------------------ | -------------------- | --------- | ------- |
| 2010 | Hollywood Film Festival Awards                       | Ensemble of the Year                                         | The Social Network   | Ganador   |         |
| 2010 | Toronto Film Critics Association Awards              | Mejor actor de reparto                                       | The Social Network   | Ganador   | [ 116 ] |
| 2010 | Chicago Film Critics Association Awards              | El artista más prometedor                                    | The Social Network   | Nom       | [ 117 ] |
| 2010 | Washington D. C. Area Film Critics Association Award | Best Ensemble                                                | The Social Network   | Nom       |         |
| 2011 | Critics' Choice Awards                               | Best Acting Ensemble                                         | The Social Network   | Nom       | [ 118 ] |
| 2011 | Screen Actors Guild Awards                           | Outstanding Performance by a Cast in a Motion Picture        | The Social Network   | Nom       | [ 119 ] |
| 2011 | Dallas–Fort Worth Film Critics Association Awards    | Mejor actor de reparto                                       | J. Edgar             | 4.º lugar | [ 120 ] |
| 2011 | Houston Film Critics Society Award                   | Mejor actor de reparto                                       | J. Edgar             | Nom       |         |
| 2012 | Screen Actors Guild Awards                           | Outstanding Performance by a Male Actor in a Supporting Role | J. Edgar             | Nom       | [ 121 ] |
| 2017 | Chicago Film Critics Association                     | Mejor actor de reparto                                       | Call Me by Your Name | Nom       |         |
| 2017 | San Francisco Film Critics Circle                    | Mejor actor de reparto                                       | Call Me by Your Name | Nom       |         |
| 2017 | Washington D. C. Area Film Critics Association       | Mejor actor de reparto                                       | Call Me by Your Name | Nom       | [ 122 ] |
| 2017 | Vancouver Film Critics Circle Awards                 | Mejor actor de reparto                                       | Call Me by Your Name | Nom       |         |
| 2018 | AACTA International Awards                           | Mejor actor de reparto                                       | Call Me by Your Name | Nom       |         |
| 2018 | Critics' Choice Award                                | Mejor actor de reparto                                       | Call Me by Your Name | Nom       | [ 123 ] |
| 2018 | Golden Globe Award                                   | Mejor actor de reparto – Película                            | Call Me by Your Name | Nom       |         |
| 2018 | Satellite Awards                                     | Mejor actor de reparto                                       | Call Me by Your Name | Nom       | [ 124 ] |
| 2018 | Independent Spirit Awards                            | Best Supporting Male                                         | Call Me by Your Name | Pendiente | [ 125 ] |